# Du’a Khalil Aswad
Du’a Khalil Aswad (ca. 1989 eller 1990 – ca. 7. april 2007) var en 17-årig yazidi-troende irakisk kurder, der blev stenet til døde i et såkaldt æresdrab. Det menes, at hun blev dræbt omkring den 7. april 2007, men hændelsen kom først for dagen, da en video af steningen, tilsyneladende optaget på en mobiltelefon, dukkede op på internettet.

## Motiv
Efter sigende blev Aswad dræbt for at have konverteret til islam og have giftet sig med en irakisk sunni-muslimsk dreng. Det er omstridt, hvorvidt hun allerede tidligere var konverteret til islam, hvilket hendes kæreste dog benægtede. Andre kilder mener derimod, at hun blev dræbt for at have været borte fra sit hjem i en nat. 
Ifølge en journalist der interviewede yazidi-kilder i området:
Efter Du'as død blev der i de internationale medier i vidt omfang gentaget en påstand, stammende fra en række ekstremistiske islamiske hjemmesider, om at hun blev dræbt fordi hun var konverteret til Islam. Lokale kilder var dog ikke enige i denne påstand. Andre berettede, at hun var løbet bort med sin muslimske kæreste, og at de var blevet standset ved et checkpoint uden for Mosul; andre igen sagde, at hun blot havde snakket med drengen offentligt, hvilket var blevet set af hendes far og onkel, og af frygt for sin families reaktion søgte hun beskyttelse på politistationen. Hvad alle kilder dog er enige om, er at politiet herefter overlod Du'a i en lokal Yazidi-sheikhs varetægt.

## Asyl
Nogle nyhedsbureauer rapporterede, at Du'a Aswad, der frygtede for sit liv, blev beskyttet af en Yazidi stammeleder i Bashika, indtil hendes familie overbeviste hende om, at hun var blevet tilgivet og trygt kunne vende hjem. Andre rapporter mener, at hun i stedet var blevet givet asyl hos en lokal muslimsk sheikh. Det vides ikke, om de familiemedlemmer, der overbeviste hende til at vende hjem, også var dem, der blev ansvarlige for hendes død.
Det fremgår ikke af videoklippet, om Aswad blev overfaldet på vej hjem til sit hjem, eller om en folkemængde stormede hendes hjem og slæbte hende ud på gaden. Antallet af angribere blev skønnet til at være omkring et hundrede.

## Stening
Mordet fandt sted i Bashika, en by i Ninawa provinsen, og blev filmet på mobiltelefoner. Optagelserne blev derefter lagt ud på internettet.
Aswad blev slæbt ud til byens hovedplads og derefter tilsyneladende afklædt ned til undertøjet. Angiveligt skulle dette symbolisere, at hun havde bragt skam over sin familie og religion. Under steningen, som varede cirka 30 minutter, ses Aswad i videoen, at gøre forsøg på at sætte sig op og bede om hjælp, mens folkemængden håner hende og gentagne gange smider store stykker af sten eller beton på hendes hoved. En mand kan derefter høres råbe "Dræb hende!" Til slut, hvor hun lå med ansigtet nedad, træder en uidentificeret mand frem og smider hvad der ligner en betonblok på bagsiden af hendes hoved.
Efter hendes død blev hendes lig bundet bag en bil og trukket gennem gaderne. Hun blev begravet med resterne af en hund, angiveligt for at vise, at hun var værdiløs. Senere blev hendes lig gravet op og sendt til et medicinsk institut i Mosul, for at få udført test for at vise om hun var jomfru. En obduktion viste, at hun var død som følge af kraniebrud og brækket ryg.

## Reaktion og repressalier
Det menes, at Aswads mord udløste et gengældelsesangreb i Mosul, hvor 23 yazidier blev dræbt. Både drabet på Anwad og gengældelsesangrebet blev fordømt af Amnesty International og af Kurdistan Regional Government, der opfordrede de føderale myndigheder til at efterforske sagen. Myndigheder i det nordlige Irak anholdt fire personer i forbindelse med drabet.
En demonstration i Arbil i protest mod Aswads drab tiltrak sig hundredvis af kurdere, der opfordrede til et stop for alle æresdrab. 